# Campidoglio (Des Moines)
Il Campidoglio di Des Moines (in lingua inglese Iowa State Capitol) è la sede governativa dello Stato dell'Iowa, negli Stati Uniti d'America.
Fu costruito tra 1871 e 1886 dagli architetti John Crombie Cochrane e Alfred H. Piquenard.